# Константин Зидаров
Константин Николов Зидаров е български цигулков педагог, лютиер, музиколог и общественик.

## Биография
Роден е на 15 юни 1909 г. в Чирпан, в семейството на Екатерина и Никола Зидарови. Негови по-големи братя са  архитект Иван Зидаров и аптекаря Генчо Зидаров.
Константин Зидаров отрано проявява влечение към музиката и учи цигулка при видния чирпански музикален деец Михаил Кочев. Гимназиалното му образование протича в Чирпанската, Борисовградската, Старозагорската и Втора софийска мъжка гимназия (семейството му се преселва в София след Чирпанското земетресение от 1928 г.  Завършва средното си образование в общия (средния) отдел на Държавната музикална академия. Завършва и двата висши отдела (днес факултети) на Академията - педагогическия и изпълнителския.
Като студент пише статии в пресата, изнася сказки, участва в педагогически конференции. Става оркестрант в Академичния симфоничен оркестър (по-късно Софийска филхармония). Още като млад се жени и на 22 години има дъщеря му. За да издържа семейството си се саема с активна частна цигуларска педагогическа дейност. През 1939 г. става учител в Луковитската смесена гимназия, където ръководи и духов и струнен оркестър, както и хор. Същата година печели конкурс за учител в София и от 1940 г. е учител във Втора софийска мъжка гимназия. Там той създава мъжки хор, пълен симфоничен оркестър и духов оркестър в двоен състав. Към музикалното поприще се ориентират младежи, сред които Иван Вулпе и Добрин Петков. В училището и като частен педагог изгражда редици музиканти като Екатерина Зидарова (негова дъщеря), Никола Зидаров (племенник), Божидар Бъров, Меглена Христова и др. Развива и публицистична дейност.
В началото на 50-те години става преподавател в създаденото Софийското средно музикално училище. Завежда педагогическата практика на студентите-цигулари от Музикалната академия, сътрудник е в инспектората на Министерството на народното просвещение и др.
Съставител е и редактор на сборници с цигулкова литература, етюди, учебни пиеси, учебни концерти и сонати, има авторски „60 леки етюда в български стил” (в десет тетрадки), пиеси за цигулка и пиано, концертино за цигулка и пиано и четиричастната му „Начална школа за цигулка”, с приложение на ръководство за изучаване на единичните и двойните гами. Автор е на над 200 статии и научно-изследователски студии. Издава трудовете „Начало и развой на операта в България”, „Цигулката и цигулковата култура”, „Чирпански прякори”, очерк за Найчо Цанов и други.
Константин Зидаров е и лютиер. Първата си цигулка изработва на 13 - 14-годишна възраст. Главен инициатор е за създаването през 1966 г. на Организацията на българските лютиери, два мандата е неин председател и 14 години е в ръководствоти ѝ. Член на Държавната комисия по окачествяването на лютиерската продукция, член е на жури на европейски международни лютиерски конкурси и на български вътрешни и международни конкурси.
Награден е със званието „Заслужил деятел на културата”.
Умира на 2 май 2004 г. в София.